# Илай Уолък
Илай Хършъл Уолък (също и Уолак) (на английски: Eli Herschel Wallach, роден 1915 г., починал 2014 г.) е американски актьор. 

## Биография
Той е от еврейски произход. Участвал е във Втората световна война. Започва кариерата си на Бродуей през 1945 г. и печели награда „Тони“ през 1951 г.
Прави дебюта си в киното през 1956 г. във филма Baby Doll и след това се снима в много и различни филми, между които „Великолепната седморка“, „Златото на Маккена“, „Добрият, лошият и злият“, „Кръстникът 3“ и други. Изиграл е 80 роли в киното и почти толкова в телевизионни постановки.
Пише автобиографична книга през 2005 г.
Продължава да се снима чак до 2010 г., което го прави един от най-възрастните активни актьори в Холивуд към онзи момент.
Женен е за актрисата Ан Джаксън от 1948 г. до смъртта си през 2014 г. Имат 3 деца.

## Избрана филмография
| Година | Филм                     | Оригинално заглавие             | Роля          | Режисьор              |
| ------ | ------------------------ | ------------------------------- | ------------- | --------------------- |
| 1956   | Бейби Дол                | Baby Doll                       | Силва Вакаро  | Елия Казан            |
| 1960   | Великолепната седморка   | The Magnificent Seven           | Калвера       | Джон Стърджис         |
| 1962   | Как беше завладян Запада | How the West Was Won            | Чарли Гант    | Хатауей, Форд, Маршал |
| 1966   | Добрият, лошият и злият  | Il buono, il brutto, il cattivo | Туко – Злият  | Серджо Леоне          |
| 1966   | Как да откраднеш милион  | How to Steal a Million          | Дейвис Лиланд | Уилям Уайлър          |
| 1969   | Златото на Маккена       | Mackenna's Gold                 | Бен Бейкър    | Джей Лий Томпсън      |
| 1990   | Кръстникът 3             | The Godfather: Part III         | Дон Алтобело  | Франсис Форд Копола   |